# SEVEN (12012のアルバム)
『SEVEN』（セヴン）は2010年7月14日発売された、日本のバンド12012の3枚目のオリジナルアルバム。発売元はNAYUTAWAVE RECORDS。

## 解説
- 前作『mar maroon』から1年4ヶ月ぶりとなるアルバム。
- クレジットには全曲の作曲者は12012と記載されている。
- 初回盤にはDVDが付録され、通常盤にはCDにボーナストラックが1曲収録されている。

## 収録曲

### CD
初回限定盤
1. SADNESS [1:05]
ピアノがメインのインスト曲。
2. JUST THE WAY YOU ARE... [3:18]
3. GOSSAMER [3:55]
4. 薄紅と雨 [3:55]
8thシングル。シングルに収録されたものにわずかに前奏が加えられている。
5. LAST TRAIN [5:04]
6. 配られたカードで勝負するしかないのさ、それがどういう意味であれ... [3:42]
12012の曲としては最も長いタイトル。
7. BIRTHDAY PIRTY OF SECRET ROOM [3:10]
8. M [2:41]
9. 瑠璃 [4:54]
10. TATTOO [4:05]
9thシングル。
11. mayakashi [3:25]
12. THE PAIN OF CATASTROPHE [3:43]
10thシングル。
13. CONFESSION [19:44]
隠しトラックが12分12秒より収録されている。

通常盤
1. SADNESS
2. JUST THE WAY YOU ARE...
3. GOSSAMER
4. 薄紅と雨
5. LAST TRAIN
6. 配られたカードで勝負するしかないのさ、それがどういう意味であれ...
7. BIRTHDAY PIRTY OF SECRET ROOM
8. M
9. 瑠璃
10. TATTOO
11. mayakashi
12. THE PAIN OF CATASTROPHE
13. ONE STEP [4:33]
通常盤のみのボーナストラック。
14. CONFESSION

### DVD
- 初回盤のみに付録された。8thシングル「薄紅と雨」、9thシングル「TATTOO」、10thシングル「THE PAIN OF CATASTROPHE」の初回盤A付録のDVDに収録されたものとは同じPVと、このアルバムに収録された「SADNESS」と「JUST THE WAY YOU ARE...」を連続した新作のPV「SADNESS〜JUST THE WAY YOU ARE...」を収録。
- シングルに付属されたDVDと同じ内容のPVが収録されたのはこのアルバムが初めてとなる。